# Рокко Роберт Шейн
Рокко Роберт Шейн (ест. Rocco Robert Shein, нар. 14 липня 2003, Таллінн, Естонія) — естонський футболіст, півзахисник нідерландського клубу «Утрехт» та національної збірної Естонії.

## Ігрова кар'єра

### Клубна
Займатися футболом Шейн почав у столичному клубі «Калев». Згодом він перейшов до академії клубу «Флора», де грав за юнацькі та молодіжні команди. З 2018 року Шейн почали залучати до зайнять першої команди. Першу гру в основі Рокко Роберт провів у листопаді 2020 року. Разом з «Флорою» Шейн ставав чемпіоном Естонії, вигравав Кубок та Суперкубок країни. У серпні 2021 року Шейн зіграв у матчах Ліги Європи та Ліги конференцій.
На початку 2022 року Рокко Роберт Шейн відправився в оренду у нідерландський клуб «Утрехт». Де також грав за дубль команди у Ерстедивізі. По закінченню терміну оренди футболіст підписав з клубом повноцінний контракт терміном дії до 2025 року.

### Збірна
13 червня 2022 року у товариському матчі проти команди Албанії Рокко Роберт Шейн дебютував у складі національної збірної Естонії.

### Досягнення
Флора
 Чемпіон Естонії: 2020
 Переможець Кубка Естонії: 2019/20
 Переможець Суперкубка Естонії: 2021